# Linares de Riofrío
Linares de Riofrío è un comune spagnolo di 999 abitanti situato nella comunità autonoma di Castiglia e León.